# Gucci Mane
Gucci Mane (справжнє ім'я Редрік Делантік Девіс, англ. Radric Delantic Davis) — американський репер, президент і засновник лейблу 1017 Records, учасник гурту Felix Brothers, куди також увійшли нині покійний Young Dolph та Піві Лонґвей. У січні 2011 року, після виходу із психіатричного закладу, зробив на обличчі тату з конусом морозива.
Наприкінці 2005, коли Девіс відбував піврічне тюремне ув'язнення за напад за обтяжливих обставин, йому пред'явили звинувачення у вбивстві, пізніше зняте через відсутність доказів. 13 травня 2014 Gucci засудили до 39 місяців за незаконне володіння зброєю. У вересні 2014 року він отримав ще 3 роки за напад на старшого сержанта. Реперу дозволили відбувати обидва терміни одночасно. 26 травня 2016 за рішенням суду вийшов на волю на 4 місяці раніше від запланованого.

## Життєпис

### Ранні роки
Девіс народився у Бірмінгемі, штат Алабама. Пізніше переїхав зі своєю матір'ю до Атланти. У дитинстві полюбляв складати вірші, у віці 14 років почав читати реп. Сценічне ім'я Gucci Mane походить від батькового прізвиська, отриманого від бабусі Девіса.

### 2005–2006:Trap HouseіHard to Kill
У 2005 Девіс видав перший незалежний альбом Trap House, куди потрапив успішний сингл з Young Jeezy «Icy». Суперечка за права на окремок спричинила конфлікт між двома артистами. Платівка Hard to Kill (2006) містила сингл «Freaky Gurl». Пісня посіла 12-ту сходинку Hot Rap Tracks, 19-ту Hot R&B/Hip-Hop Songs і 21-шу Hot 100.

### 2007:Back to the Trap House
Офіційний ремікс «Freaky Gurl» за участі Ludacris та Lil Kim потрапив до його комерційного дебюту Back to the Trap House. Gucci Mane з'явився на синглі OJ da Juiceman «Make Tha Trap Say Aye» і розпочав працювати над різними мікстейпами. У травні 2009 репер підписав контракт з Warner Bros. Records.

### 2009–2010:The State vs. Radric Davis
Gucci Mane з'явився на реміксах «Boom Boom Pow» The Black Eyed Peas, «Obsessed» Мераї Кері й «5 Star Bitch» Yo Gotti. 8 грудня 2009 вийшов студійний альбом The State vs. Radric Davis. Перший сингл Wasted за участі Plies раніше було видано на мікстейпі Writing on the Wall (2009). Трек посів 36-ту позицію Hot 100 й став найуспішнішим синглом Девіса на той час. 2 жовтня 2009 Gucci Mane потрапив на 6-те місце щорічного рейтингу MTV Hottest MCs in the Game.

### 2010–2012:The Appeal: Georgia's Most Wantedта інші проєкти
Після звільнення з в'язниці Gucci Mane заявив про створення нового чи перейменування лейблу So Icey Entertainment на 1017 Brick Squad Records. 28 вересня 2010 випустили The Appeal: Georgia's Most Wanted. 18 березня 2011 вийшла платівка The Return of Mr. Zone 6, спродюсована переважно Drumma Boy. 5 серпня світ побачив спільний з Waka Flocka Flame альбом Ferrari Boyz, а 13 грудня спільний з V-Nasty BAYTL. Через три дні після релізу останнього Slim Dunkin, підписант 1017 Brick Squad, отримав вогнепальне поранення в груди у студії звукозапису під час приготування до зйомки кліпу «Push Ups» з BAYTL. Перед смертю виконавець сперечався у приміщенні з невідомим чоловіком, яким, як пізніше стало відомо, був атлантський репер Young Vito.

### 2013:Trap House IIIтаThe State Vs. Radric Davis II: The Caged Bird Sings
12 лютого 2013 Gucci Mane випустив Trap God 2. До кінця березня вийшли ще 3 мікстейпи: Free Bricks 2 (разом з Young Scooter, Trap Back 2, EastAtlantaMemphis [разом з Young Dolph]). У лютому Gucci Mane також анонсував нову студійну роботу Trap House III, третю й останню із серії Trap House. Платівку видали 21 травня. 4 березня виконавець сповістив через Twitter про офіційну зміну сценічного імені на Guwop 2 липня. Через негативну реакцію фанів він скасував рішення того ж дня. 31 травня репер повідомив про плани релізу студійного альбому Mr. GuWop, куди увійшла спільна композиція з Меріліном Менсоном. 5 червня 2013 Девіс анонсував першу компіляцію 1017 Brick Squad, Big Money Talk.
7 вересня артисти 1017 Brick Squad і Brick Squad Monopoly (Gucci Mane, Waka Flocka, Frenchie, Wooh da Kid, OJ da Juiceman) почали з'ясовувати стосунки через Twitter. Gucci звинуватив свого колишнього менеджера, матір Waka Flocka, Дебру Ентні, у крадіжці грошей OJ da Juiceman і French Montana. Frenchie заявив, що Gucci Mane заплатив за адвоката Young Vito, обвинуваченого у вбивстві Slim Dunkin та анонсував появу дису на репера наступного дня. Під час суперечки стало відомо, що OJ da Juiceman, Young Dolph, Frenchie й Wooh da Kid більше не є чи ніколи не були офіційними підписантами 1017 Brick Squad. З'явилась інформація про розірвання Atlantic Records угоди про дистриб'юцію, можливе розформування лейблу. 9 вересня Gucci через Twitter виставив на продаж контракти головних артистів: Waka Flocka Flame, Young Scooter і Young Thug.
Під час своєї триденної тиради у Twitter Девіс задисив багатьох реперів і продюсерів, серед них Нікі Мінаж, Plies, Drake, Rocko, Polow da Don, 2 Chainz, Ріка Росса, Young Jeezy, T.I., Yo Gotti, Frenchie, 808 Mafia, Waka Flocka, Tyga. За підрахунками XXL, Gucci написав 109 твітів, згадав 29 реперів, 17 жінок, з котрими у нього був секс (5 з них — дівчини інших реперів), задисив одного редактора часопису, заявив, що він заплатив $60 за номер у Microtel, де провів ніч з Нікі Мінаж.
10 вересня виконавець випустив пісню «Stealing» з участю OJ da Juiceman, дис на T.I., Young Jeezy та Yo Gotti. Того ж вечора вийшов новий мікстейп Diary of a Trap God. Після цього потік твітів зупинився, репер сповістив про злом акаунта колишнім менеджером Коучем Кеєм за $5 тис. Згодом він видалив усі контроверсійні твіти, а невдовзі й обліковий запис. 18 вересня оприлюднили спільний з Меріліном Менсоном трек «Pussy Wet». 22 вересня 2013 Gucci Mane визнав авторство твітів, вибачився й пояснив, що на той час він перебував під дією сізерпу (напою з кодеїном і прометазином). Репер також повідомив через сервіс мікроблоґів про свою реабілітацію від залежності впродовж ув'язнення. Поки Gucci перебував в ув'язненні в 2013 видали Trust God Fuck 12 і The State vs. Radric Davis II: The Caged Bird Sings.

### 2014-дотепер: Альбоми з-за ґрат
2014 року випустили 15 альбомів репера (враховуючи трилогію World War 3D та дебютну платівку гурту Felix Brothers). Репер керував процесом, позаяк його звукорежисер Шон Пейн програвав йому матеріал, записаний ще на волі, по телефону. Шон також став відповідальним за акаунти в соціальних мережах. За 2014 виконавець заробив понад $1,3 млн.
Після переходу до федеральної в'язниці Gucci мав змогу телефонувати лише 1 раз на тиждень, тож усе спілкування відбувається через систему електронної пошти Corrlinks. Репер зрештою довірив укладання релізів Пейну. Станом на грудень, 2015 року видали 13 альбомів (враховуючи 1 компілятивний мікстейп з піснями різних виконавців під брендом Gucci Mane). Заплановану на листопад стрічку The Spot, зняту, коли Gucci ще був на волі, перенесли.

## Проблеми із законом
2001-2005
- Квітень 2001 — арешт за звинуваченням у зберіганні кокаїну, репера засудили до 3 місяців тюремного ув'язнення.[35]

- 10 травня 2005 — на Девіса напала група чоловіків біля будинку в Декатурі, Джорджія. Gucci з друзями вистрілили у них, унаслідок чого один з нападників загинув. Труп Pookie Loc пізніше знайшли біля середньої школи. 19 травня 2005 Девіс сам особисто звернувся до слідчих у поліції, невдовзі йому пред'явили звинувачення у вбивстві. Девіс наполягав на самообороні.[35] У січні 2006 районна прокуратура округу Декальб зняла звинувачення у вбивстві через відсутність доказів. До цього у жовтні з невідомої причини Девіс просив суд не оскаржувати звинувачення про його червневий напад на засновника нічного клубу; на той час за цей злочин репер відбував 6-місячний термін у буцегарні.[36] Наприкінці січня 2006 вийшов на волю.[1]

2008-2011
- Вересень 2008 — арешт за порушення випробувального терміну, Gucci відпрацював лише 25 з 600 год громадських робіт, які йому призначили після арешту за напад на людину у 2005. Вирок: 1 рік ув'язнення, через півроку його звільнили.[37] У листопаді 2009 репера знову потрапив за ґрати в окрузі Фултон за порушення випробувального терміну, він вийшов 12 травня 2010.[38][39]
- 2 листопада 2010 — затримання за водіння по зустрічній смузі, проїзд на червоне світло чи знак STOP, пошкодження державної власності, перешкоджання дорожньому руху, відсутність водійського посвідчення й страхування та інші порушення правил дорожнього руху. Виконавця відправили до лікарні Ґрейді-Меморіал.[40]
- 4 січня 2011 суддя Вищого суду округу Фултон, штату Джорджія, наказав помістити репера до психіатричної клініки. За інформацією з документів, 27 грудня адвокати репера зробили спеціальну заяву, де йшла мова про розумову недієздатність Девіса, котрий не міг «продовжувати й/або з розумінням брати участь у слуханнях, пов'язаних з анулюванням випробувального терміну».[41]
- 12 квітня 2011 — потрапив до тюрми округу Декальб за звинуваченням у побитті. За HipHopDX, репер сидів в одній камері з Young Scooter, якого арештували 8 квітня за порушення пробації.[42][43]
- 20 квітня 2011 — арешт за 2 звинуваченнями у застосуванні вогнепальної зброї. Місце утримання: в'язниця округу Декальб.[44]
- 13 вересня 2011 — отримав 6 місяців у буцегарні округу Декальб після визнання себе винним у двох звинуваченнях у побитті, одному в необережній поведінці й одному в порушенні громадського порядку.[45] Дата звільнення: 11 грудня 2011.

2013-2014
- 22 березня 2013 — департамент поліції Атланти видав ордер на затримання після ймовірного нападу на фана. Солдат на ім'я Джеймс стверджував, що репер ударив його по голові пляшкою, поки він розмовляв з охоронцем про можливість сфотографуватися з Девісом. У лікарні Ґрейді-Меморіал Джеймсу наклали 10 швів.[46] Чотири дні потому невідомий під ініціалами T.J. повідомив як Gucci вдарив його кулаком в обличчя, коли він намагався потиснути йому руку після концерту в клубі Онікс у Філадельфії.[47] Рано вранці 27 березня Gucci Mane посадили до тюрми округу Фултон, відмовили у заставі. За словами адвоката, свідки підтверджують непричетність підзахисного. 10 квітня 2013 репер відвідав судове засідання, де йому пред'явили одне звинувачення у нападі при обтяжливих обставинах.[48][49][50] Два дні потому виконавця випустили під заставу у $75 тис., а 14 квітня знову заарештували за порушення умовно-дострокового звільнення.[51] Через 3 тижня, 2 травня, остаточно вийшов на волю.[52]
- 13 вересня 2013 — друг Gucci Mane зателефонував у поліцію через «дивну» поведінку останнього. Репер почав лаятися й погрожувати копам. Його затримали о 00:05, під час обшуку знайшли марихуану й пістолет. Gucci звинуватили у носінні прихованої зброї засудженим злочинцем, зберіганні марихуани та порушенні громадського порядку. Репера відразу ж шпиталізували.[53] 30 вересня стало відомо, що Gucci Mane отримав 183 дні ув'язнення.[54]
- 3 грудня 2013 р. — висунуто звинувачення у федеральному суді за двома пунктами в зберіганні зброї злочинцем. За словами федерального прокурора, Gucci мав два різних заряджених пістолети 12-14 вересня 2013, його могли заґратувати на 10 років.[55] Репер визнав себе винним, що зменшило термін до 39 місяців (10 з них Gucci вже відсидів на момент оголошення вироку, 13 травня 2014). Суд також зобов'язав сплатити штраф у розмірі $250 тис.

- У вересні 2014 репера засудили до 3 років після перегляду справи про напад на старшого сержанта армії США у березні 2013 у клубі Атланти. Постраждалий хотів сфотографуватися з Gucci, однак той вдарив його пляшкою по голові. Реперу дозволили відбувати обидва терміни одночасно.[5]

## Конфлікти

### Young Jeezy
У травні 2005 Gucci Mane випустив перший сингл «Icy» за участі Young Jeezy, на той час також новачка. Останній стверджував, що йому ніколи не виплатили гонорар за пісню. 9 травня 2005 Jeezy видав трек «Stay Strapped», де пообіцяв дати $10 тис. тому, хто вкраде ланцюг Девіса. Gucci відповів: «Це ніґґер Young Jeezy, чуваче. Це ніґґер фейк». 19 травня 2005 четверо чоловіків увірвалися в будинок Gucci в Атланті й спробували пограбувати його. Репер схопив пістолет і застрелив одного з нападників. Труп Pookie Loc пізніше знайшли біля школи в Декатурі, він був близьким другом Jeezy. На арешт Девіса було видано ордер. Кілька днів потому він звернувся в поліцію, почувши про ордер. Під час телефонної розмови Gucci заявив: «Я просто хочу, щоб усі знали, я не вбивця. Я був засмученим. Трохи злякався, але я мав робити те, що я повинен був зробити. У такі моменти треба бути чоловіком. Я не погана людина. Мені шкода всього, що сталося». На думку Young Jeezy, Gucci Mane «намагається перетворити трагедію в гарну рекламу свого альбому».
17 січня 2006 Gucci Mane виправдали за звинуваченням у вбивстві, яке той аргументував самообороною. 15 червня 2006 репер згадав Young Jeezy у композиції «745»: «Do I smell pussy? Nah, that's Jeezy. You ain't a snowman, you more like a snowflake, cupcake, corn flake. Nigga, you too fake».
15 червня 2009 Jeezy задисив Gucci на «24, 23»: «I'm on some Louie shit, fuck Gucci Mane. These niggas still on my dick, they like some groupies mane. Can't keep they lips closed, they worse than coochies mane».
4 грудня 2009 під час радіо-інтерв'ю з DJ Drama присутні Jeezy й Gucci оголосили перемир'я: «Я просто хотів би сказати, що це щось більше за нас. Я вважаю, що те, як місто підтримувало нас трьох, воно заслуговує на це. Саме час, чуваче. Ми подорослішали, тож зробімо це для міста».
24 березня 2010 в атлантській крамниці одягу між учасниками 1017 Brick Squad та лейблу Jeezy Corporate Thugz виникла сутичка. Gucci й Jeezy не були присутніми. 2 грудня 2011 останній розповів свою версію причини біфу: Девіс розлютився, оскільки той не виконав «Icy» разом з ним; Jeezy пояснив це серйозною операцію на горлі.
10 жовтня 2012 під час радіо-інтерв'ю Gucci Mane повідомив про неприязнь до опонента через його бійку з Ріком Россом. Young Jeezy відповів на радіо: «Всі знають, що цей хлопець дибіл. Ніхто не сприймає його всерйоз. Будьмо щирими, він має морозиво на обличчі. Враховуючи сказане, я не повертаюся назад, я йду вперед». 15 жовтня 2012 Gucci видав дис «Truth»: «A ten thousand dollar bounty put on my neck. I hope you didn't pay them cause they didn't have no success».

### Кіша Коул
16 березня 2012 R&B-співачка Кейша Коул відреагувала на «Truth», де виконавець заявив: «I did a song with Keyshia Cole and I know you still miss her. But Puff was fucking her while you was falling in love with her», маючи на увазі чутки про стосунки Jeezy з Коул, її зраду з реп-магнатом Diddy. Співачка сказала в радіо-інтерв'ю, що це все брехня, піар для продажу його мікстейпів.

### Waka Flocka Flame
15 березня 2013 Gucci Mane повідомив про вигнання Waka Flocka Flame з 1017 Brick Squad Records. Обидва обмінялися репліками через Twitter. Попри інформацію про злом акаунту Девіса Waka заявив: «Не дозволяйте ЗМІ дурити вас. Усе це лайно правда». 27 березня 27 2013 в інтерв'ю Sway для MTV Jams Waka сповістив, що вони ніколи більше не будуть разом займатися музикою чи бізнесом. «Я думаю, ми обидва на завершальній стадії й просто підемо своїм шляхом. Це все, що я можу сказати. Яка причина? Іноді це не ваша срана справа в чому полягає причина. Розумієте, двоє чоловіків пішли власним шляхом, але це не є проблемою».
19 листопада 2013 стало відомо, Gucci Mane подав позов проти Waka Flame Flocka, його матері Дебри Ентні, реперів OJ da Juiceman і Khia Stone, продюсера Zaytoven. Сторони звинувачено у шахрайстві та порушенні договору. За словами Gucci, Дебра взяла без дозволу під свій контроль 1017 Brick Squad Records і використала його для створення 3 окремих дочірніх лейблів. Виконавець звинуватив сторони у невиплаті гонорару та збільшенні витрат компанії. Він також заявив, що Ентні привласнила його активи, вкрала каблучку й намисто.

### Yo Gotti
Біф між Gucci Mane і Yo Gotti розпочався 17 жовтня 2012, коли останній випустив мікстейп CM7: The World Is Yours того ж дня що й Trap God Gucci. В інтерв'ю Hot 107.9 Девіс заявив: «Моя головна проблема з ним — вихід його мікстейпу 17.10 [Назва лейблу Gucci Mane: 1017 Brick Squad]…» В інтерв'ю K97 Yo Gotti заперечив це, назвавши обрання дати навмисним без розуміння її значення.

## Дискографія
Студійні альбоми
- Trap House (2005)
- Hard to Kill (2006)
- Trap-A-Thon (2007)
- Back to the Trap House (2007)
- Murder Was the Case (2009)
- The State vs. Radric Davis (2009)
- The Appeal: Georgia's Most Wanted (2010)
- The Return of Mr. Zone 6 (2011)
- Everybody Looking (2016)
- The Return of East Atlanta Santa (2016)
- Mr. Davis (2017)
- Evil Genius (2018)
- Delusions of Grandeur (2019)
- Woptober II (2019)
- Ice Daddy (2021)
- Breath of Fresh Air (2023)

## Фільмографія
| Рік  | Фільм                | Роль               |
| ---- | -------------------- | ------------------ |
| 2012 | «Birds of a Feather» | У ролі самого себе |
| 2013 | «Відв'язні канікули» | Арчі «Великий Арч» |